# Rada Ciganović
Rada Ciganović je hrvatska rukometašica iz Rijeke.
Za seniorsku reprezentaciju igrala je na Mediteranskim igrama 1993. godine.
Igrala je za slavnu postavu hrvatske reprezentacije zajednom sa sugrađankom Ljerkom Krajnović koja je 1993. na Trsatu u kvalifikacijskoj utakmici protiv Španjolske nadoknadila minus devet golova i plasirala se na europsko prvenstvo.
2006. je trenirala rukometašice Zameta.
2010. je bila tajnica ŽRK Zameta.